# Popielów (Rybnik)
Popielów – część miasta i dzielnica Rybnika położona na południowych obrzeżach miasta przy trasie Rybnik-Wodzisław-Chałupki w pobliżu granicy z Radlinem i Marklowicami w powiecie wodzisławskim. Liczba mieszkańców Popielowa wynosi ok. 3300. 
W dzielnicy znajduje się m.in. kościół pod wezwaniem Trójcy Przenajświętszej, wybudowany w 1933 roku. Dzielnica ta jest objęta obecnie realizowanym projektem budowy systemu kanalizacji sanitarnej. Przez dzielnice przepływa rzeka Nacyna. 

## Historia
- 22 czerwca 1922 przejęcie gminy jednostkowej Popielów i obszaru dworskiego Popielów przez II RP (od Niemiec)[3]
- 1 sierpnia 1924 zniesiono obszar dworski Popielów i włączono go do gminy Popielów[4]
- 1 października 1924 zniesiono obszar dworski Popielów-Zamysłów i część jego włączono go do gminy Popielów[5]
- 1 grudnia 1945 Popielów utracił status gminy jednostkowej i został włączony do gminy Niedobczyce (bez statusu gromady)[6]
- 5 października 1954 gminę Niedobczyce przekształcono w gromadę Niedobczyce[7]
- 13 listopada 1954 Popielów (a także Niewiadom) stały się integralną częścią miasta Niedobczyce, w związku z nadaniem gromadzie Niedobczyce statusu miasta[8]
- 27 maja 1975 miasto Niedobczyce (z Popielowem) włączono do Rybnika[9]